# Осінь Середньовіччя
«Осінь Середньовіччя» (нід. Herfsttij der Middeleeuwen) — філософсько-культурологічний трактат нідерландського історика Йогана Гейзинги. Вперше був опублікований нідерландською мовою 1919 року.

## Короткий опис
Підзаголовок монографії: Вивчення форм життя, мислення і мистецтва у Франції та Нідерландах у XIV і XV століттях.
У книзі на численних прикладах розкривається духовна ситуація у Франції та Нідерландах в XIV — XV століттях. Гейзинга розвиває ідею про те, що перебільшений формалізм та романтизм пізньосередньовічного двору був своєрідним захисним механізмом проти постійно зростаючої бруталізації суспільства. На думку Гейзинги у суспільній свідомості цього періоду домінували такі почуття, як песимізм, культурне виснаження й ностальгія. У монографії детально проаналізоване такі явища, як лицарство (Розділ IV. Лицарська ідея; Розділ VI. Лицарські ордени та лицарські обітниці), ідея станового поділу суспільства та середньовічний образ куртуазної любові.
Праця Гейзинги мала величезний вплив на розвиток таких напрямків історіографії, як історія культури та історія ментальності. Водночас критики закидали йому, що ситуація Бургундії, детально описаної Гейзингою, є не так показовою, як радше винятковою.

## Структура книги
Праця Гейзинги складається з 22 розділів:
- Глава 1 Яскравість та гострота життя
- Глава 2 Бажання прекрасного життя
- Глава 3 Ієрархічне розуміння суспільства
- Глава 4 Лицарська ідея
- Глава 5 Мрія про подвиг та любові
- Глава 6 Лицарські ордени та лицарські обіти
- Глава 7 Значення лицарського ідеалу у війні та політиці
- Глава 8 Стилізація любові
- Глава 9 Повсякденні форми відносин в любові
- Глава 10 Ідилічний спосіб життя
- Глава 11 Образ смерті
- Глава 12 Образне втілення віри
- Глава 13 Типи релігійного життя
- Глава 14 Релігійні переживання та релігійні уявлення
- Глава 15 Відцвіла символіка
- Глава 16 Реалізм — і ослаблення образності в містиці
- Глава 17 Форми мислення в практичному житті
- Глава 18 Мистецтво в житті
- Глава 19 Почуття прекрасного
- Глава 20 Образ та слово
- Глава 21 Слово та образ
- Глава 22 Прихід нових форм

## Основні ідеї
Гейзинга вважав середньовіччя не часом занепаду, як стверджує популярна думка, а епохою повноти розвитку попередніх культурних традицій, що прийшли з античності та місцевого язичництва.
Середньовічна людина постає за Гейзингою емоційною, схильною до драматичних видовищ. У ставленні до світу та інших людей вона знала тільки дві крайнощі: жорстокість і милість. Вони поширювались на ідеал лицарської любові, що не претендувала на плотські задоволення, котрому протиставляється смерть, змальовувана в натуралістичних деталях.
Слух, нюх та дотик мали для середньовічної людини більше значення, ніж для людини сучасної, котра сприймає звіт здебільшого зором у картинках і текстах. Людина середньовіччя невпевнена в тому, що матеріальні блага будуть їй доступні, а якщо будуть — то чи лишаться в неї надовго. Порятунок від невпевненості знаходився в солідарності членів кожної суспільної групи, чому сприяла зокрема церква. Структура суспільства була стабільною, закріпленою належністю до свого суспільного стану та успадкуванням професії, в чому вбачався Боговстановлений порядок.
Середньовічна культура Європи — це компроміс між язичництвом і християнством, де сили природи та магія постійно вносять хаос, а Бог через Святе Писання, храми та реліквії створює рятівний порядок. Середньовічне життя повсюдно мало фантастичний, містерійний елемент, який створює ілюзію порядку. В ньому священне та мирське тісно перепліталися аж до загрози стирання межі між ними. Появу монаших та лицарських орденів Гейзинга виводив з чоловічих спільнот родо-племінного ладу. Їхні емблеми, герби, численні власні назви для святинь, дзвонів, Гейзинга вважав спадком тотемізму, що збагатився завдяки християнській культурі.